# Sinstorf
Sinstorf o en baix alemany Sinstörp és un barri del districte d'Harburg al sud de l'estat d'Hamburg a Alemanya, regat per l'Engelbek un afluent del Canal del Seeve. A la fi de 2010 tenia 3394 habitants a una superfície de 2,6 km².

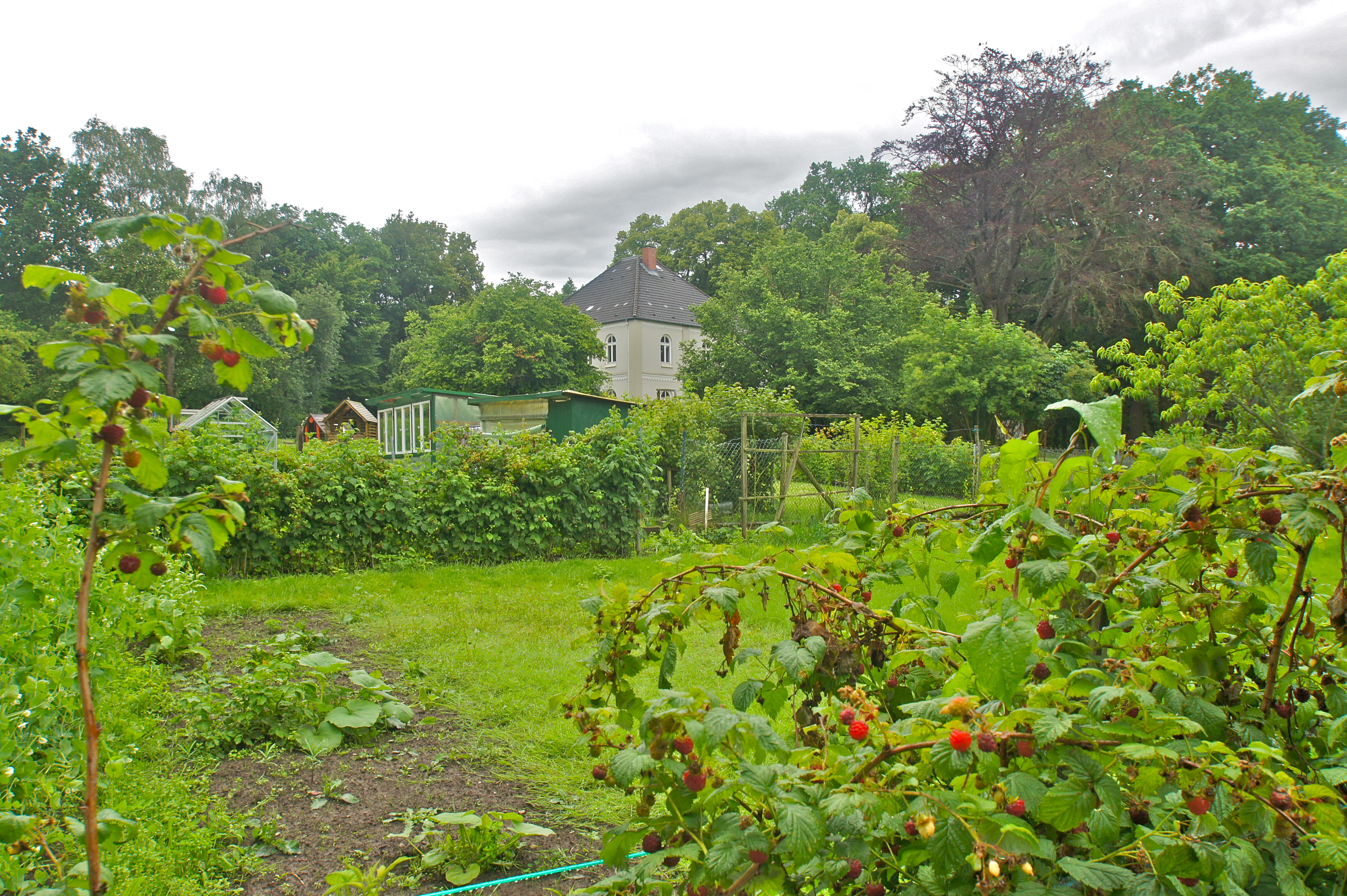
La rectoria, el bressol del poble

El primer esment del poble data del 1181 en un diploma d'un cert Lluís de Synestorpe que tenia un mas molt probablement a l'endret on es troba actualment la rectoria. L'església és una de les més antigues de la regió, fundada pel bisbe Ansgar al segle xi com a dependència de l'abadia de Corvey. Queden uns arcs romànics que daten del segle xi, considerades com l'edifici més antic al territori de l'actual ciutat d'Hamburg. tot i que el títol d'edifici més antic es discuteix amb el far de Neuwerk. A l'edat mitjana, Sinstorf era el centre d'un deganat de 17 pobles i quatre masos independents. Va quedar un poble rural que a l'inici del segle XX només tenia 202 habitants. Formava part del districte d'Harburg de la província prussiana de Hannover fins que el 1937 el govern nacionalsocialista va dictar la Llei de l'àrea metropolitana d'Hamburg i va incorporar el poble a la ciutat estat d'Hamburg.

## Llocs d'interès
- Església de Sinstorf, l'edifici més antic d'Hamburg

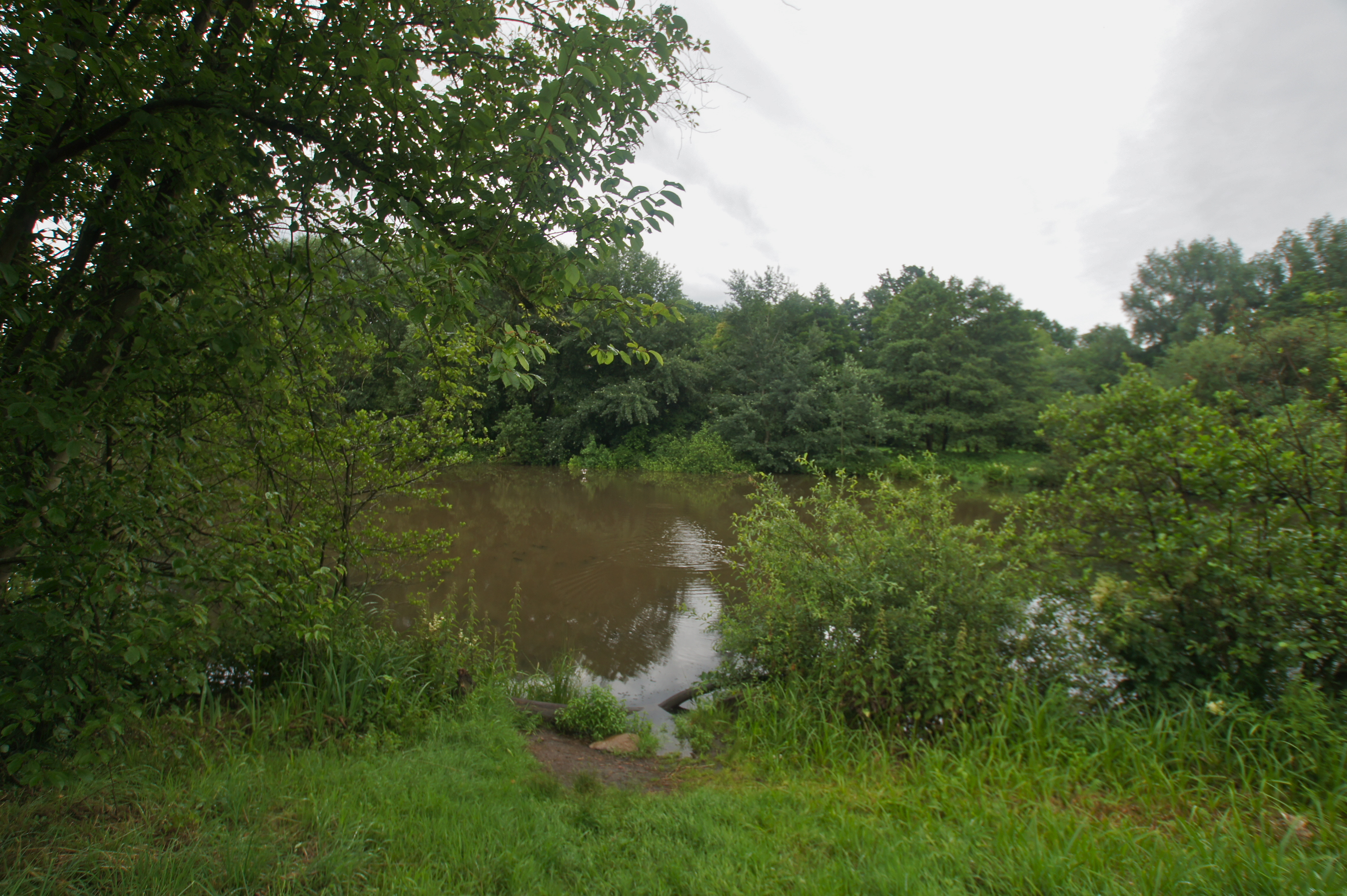
Estany a l'Engelbek
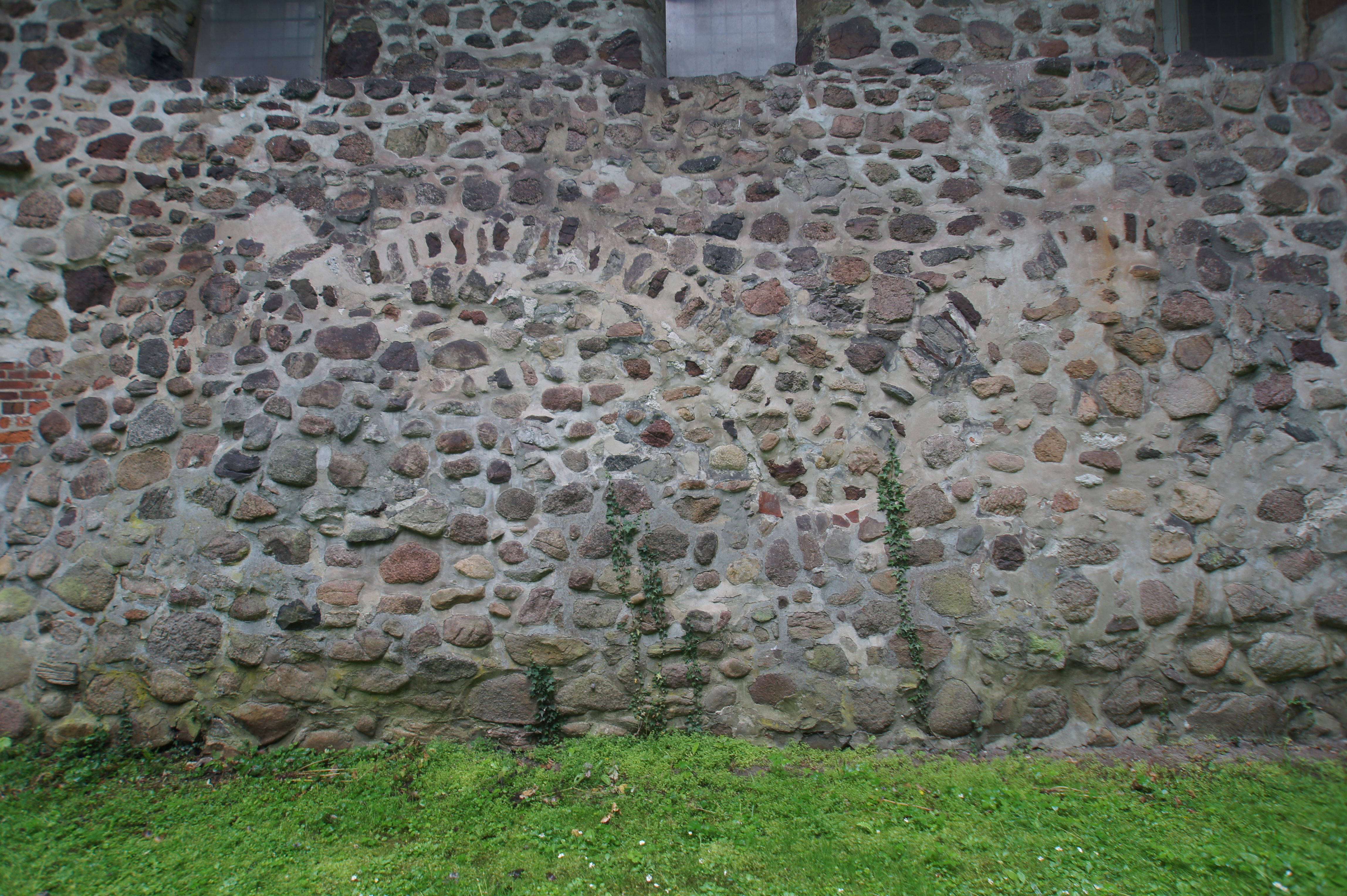
Arcs romànics a la façana nord de l'església
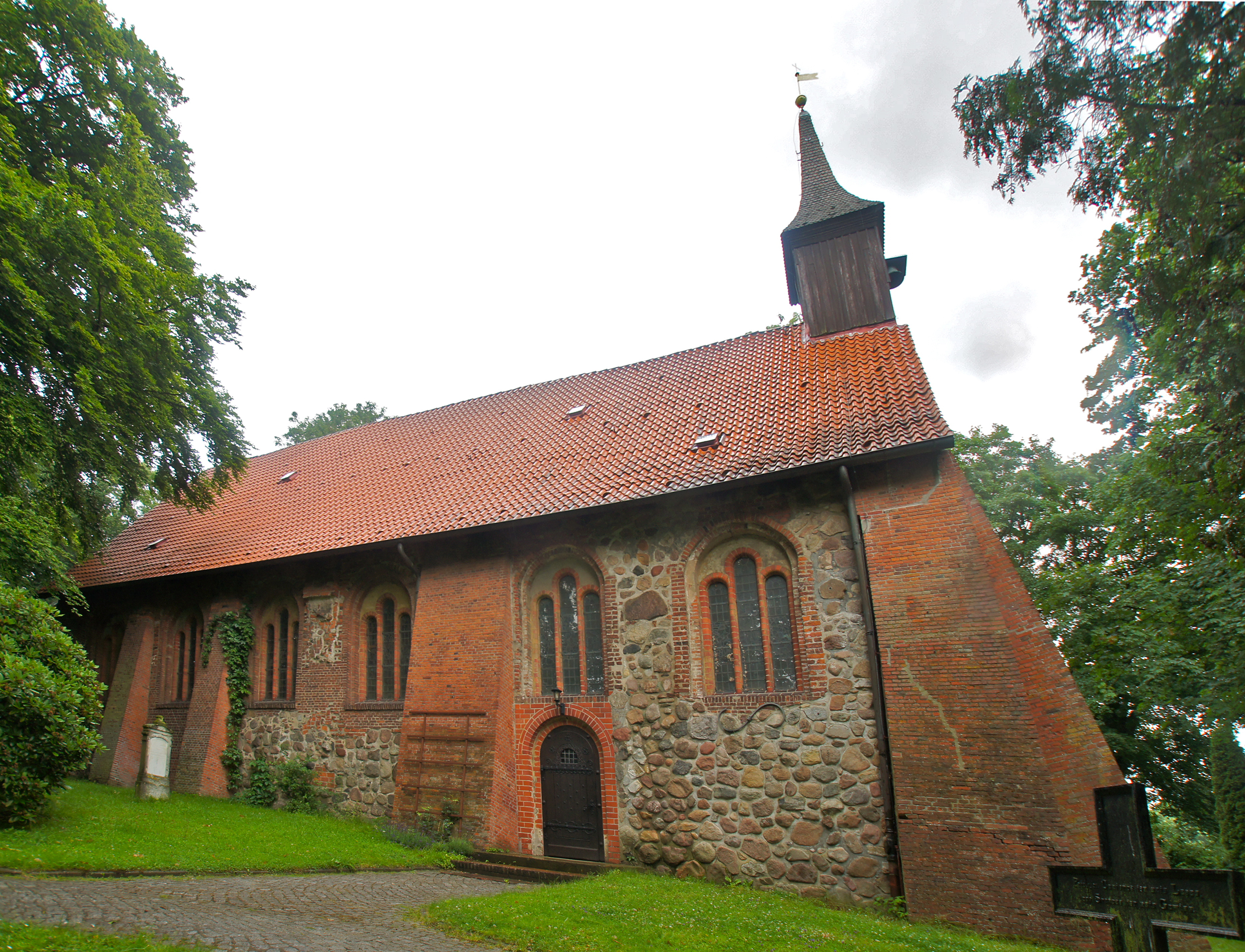
Església, façana sud
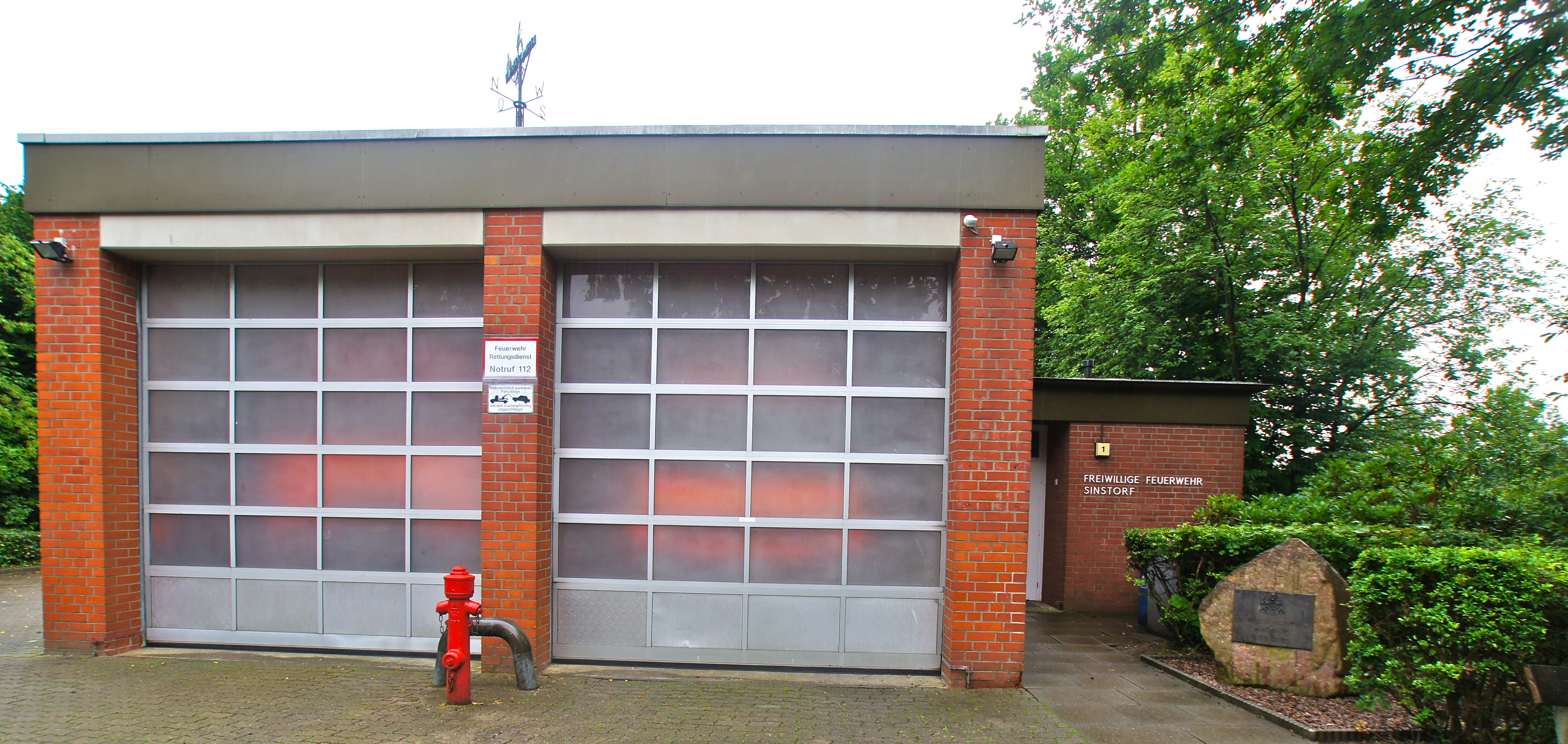
Quarter dels bombers voluntaris
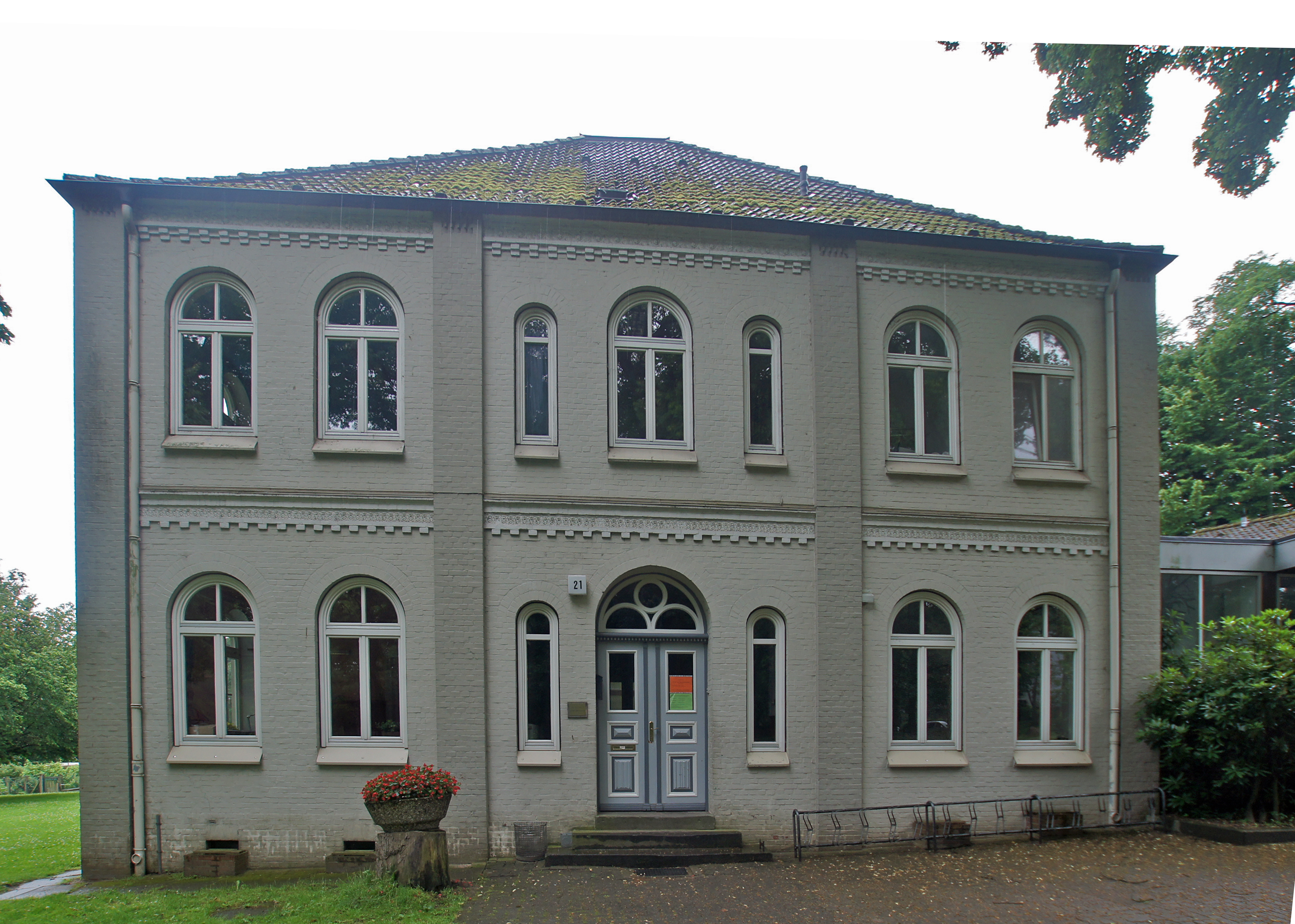
Rectoria

- Estany a l'Engelbek
- Arcs romànics a la façana nord de l'església
- Església, façana sud
- Quarter dels bombers voluntaris
- Rectoria

## Enllaços i referències
1. ↑  Stadteilprofile 2011 Arxivat 2014-07-19 a Wayback Machine. Statistisches Amt für Hamburg und Schleswig-Holstein (Servei d'estadística d'Hamburg i de Slesvig-Holstein), pàgines 214-215
2. ↑  Hanna Kastendieck, «Sinstorf: Urgesteine und Hamburgs ältestes Gebäude», Hamburger Abendblatt, Hamburg, 18 de juliol de 2012, (en català: Sinstorf: pedres velles i l'edifici més gran d'Hamburg) (alemany)
3. ↑  Daniel Tilgner (redacció), «Sinstorf», Hamburg von Altona bis Zollenspieker: Das Haspa-Handbuch für alle Stadtteile der Hansestadt, Hamburg, Hoffmann & Campe, 2002, pàgines 926-931, ISBN 3-455-11333-8 (en català: Hamburg d'Altona cap a Zollenspieker: el manual Haspa de tots els barris de la ciutat hanseàtica)